# Cam Tuyền, Diên An

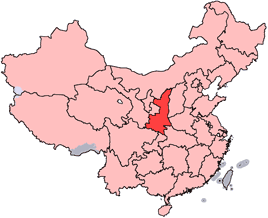
Huyện Cam Tuyền

Cam Tuyền (tiếng Trung: 甘泉縣, Hán Việt: Cam Tuyền huyện) là một huyện thuộc địa cấp thị Diên An (延安市), tỉnh Thiểm Tây, Cộng hòa Nhân dân Trung Hoa. Huyện này có diện tích 2288 km2, dân số năm 2002 là 70.000 người. Các đơn vị hành chính thuộc huyện Cam Tuyền gồm có 3 trấn (Thành Quan, Hạ Tự Loan, Đạo), 6 hương (Kiều Trấn, Đông Cấu, Cao Tiêu, Thạch Môn, Vũ Xóa, Lao Sơn).